# Comunidad urbana de Lion
La comunidad urbana de Lyon (en francés communauté urbaine de Lyon - COURLY) o el Gran Lyon (Grand Lyon) es una antigua mancomunidad urbana francesa que agrupa 59 comunas de la aglomeración de Lyon, situados en el departamento del Ródano. En 2011, el 37 % de la población del Gran Lyon vivía en la misma ciudad de Lyon. El 1 de enero de 2015, desapareció a favor de la metrópoli de Lyon.

## Historia
Fur iniciada en 1966 por la anexión al departamento del Ródano de ciertos municipios de los departamentos de Ain y de Isère, y creada el 1 de enero de 1969. Cabe notar que, desde esta época, la ley ha cambiado y no impone a una comunidad estar incluida en los límites de un solo departamento.
Su presidente es tradicionalmente el alcalde de Lyon. Bajo los mandatos de Raymond Barre (UDF, 1995-2001) y sobre todo del socialista Gérard Collomb (desde 2001), el ejecutivo implica igualmente vicepresidentes resultantes de la otra postura política, en el objetivo declarado de estabilizar la mayoría.
El Gran Lyon engloba la mayoría de los municipios de la aglomeración lionesa. No obstante, los municipios más alejados del centro han formado su propia estructura intermunicipal:
- La Communauté de communes de l'Est Lyonnais: 27.706 habitantes
- La Communauté de communes de la Vallée du Garon: 27.515 habitantes

## Comunas
| - Albigny-sur-Saône - Bron - Cailloux-sur-Fontaines - Caluire-et-Cuire - Champagne-au-Mont-d'Or - Charbonnières-les-Bains - Charly - Chassieu38 - Collonges-au-Mont-d'Or - Corbas38 - Couzon-au-Mont-d'Or - Craponne - Curis-au-Mont-d'Or - Dardilly - Décines-Charpieu38 - Écully - Feyzin38 - Fleurieu-sur-Saône - Fontaines-Saint-Martin | - Fontaines-sur-Saône - Francheville - Genay01 - Givors - Grigny - Irigny - Jonage38 - Limonest - Lissieu - Lyon - Marcy-l'Étoile - Meyzieu38 - Mions38 - Montanay01 - La Mulatière - Neuville-sur-Saône - Oullins - Pierre-Bénite - Poleymieux-au-Mont-d'Or - Quincieux - Rochetaillée-sur-Saône | - Rillieux-la-Pape01 - Saint-Cyr-au-Mont-d'Or - Saint-Didier-au-Mont-d'Or - Sainte-Foy-lès-Lyon - Saint-Fons - Saint-Genis-Laval - Saint-Genis-les-Ollières - Saint-Germain-au-Mont-d'Or - Saint-Priest38 - Saint-Romain-au-Mont-d'Or - Sathonay-Camp01 - Sathonay-Village01 - Solaize38 - Tassin-la-Demi-Lune - La Tour-de-Salvagny - Vaulx-en-Velin - Vénissieux - Vernaison - Villeurbanne |
| 01 Comunas que formaban parte de Ain hasta 1967 38Comunas que formaban parte de Isère hasta 1967 | | |

### Ampliación
En noviembre de 2005, las comunas de Givors y Grigny sometieron su candidatura a la adhesión al Gran Lyon, después de consultar a la población. El Consejo comunitario votó favorablemente a estas candidaturas.
La entrada oficial tuvo lugar el 1 de enero de 2007. Se trata de la primera extensión del Gran Lyon desde 1969. Los dos municipios se benefician de las ventajas de la aglomeración (incorporación al sindicato de transportes TCL, vías públicas, gestión de las basuras domésticas...) mientras que el Gran Lyon crece una veintena de km².

### Anécdota
En el momento de su creación, esta comunidad urbana había tomado como acrónimo CUL (Communauté Urbaine de Lyon), pero cara a los clamores de protesta que suscitó esta denominación, pronto se sustituyó por el acrónimo COURLY (COmmunauté URbaine de LYon) fue sustituido rápidamente. Desde 1990, y con la elección de Michel Noir a la presidencia, este acrónimo fue abandonado oficialmente en beneficio del de GRAND LYON, aunque el uso de "COURLY" no ha desaparecido del todo.[cita requerida]
- Datos: Q2874
- Multimedia: Métropole de Lyon / Q2874